# Khúc côn cầu trên cỏ tại Đại hội Thể thao châu Á 2002 – Giải đấu Nam
Giải đấu nam nội dung khúc côn cầu trên cỏ tại Đại hội Thể thao châu Á 2002 được tổ chức tại Sân vận động khúc côn cầu Gangseo, Busan , Hàn Quốc, từ ngày 30 tháng 9 đến ngày 12 tháng 10 năm 2002.

## Đội hình thi đấu
| Bangladesh | Trung Quốc | Hồng Kông | Ấn Độ |
| --- | --- | --- | --- |
| - Yamin Hossain - Shamsuddin Tuhin - Ashraful Islam - Rasel Khan Bappi - Md Ashiquzzaman - Ariful Haq Prince - Shahidullah Khokon - Mirajul Ahsan - Moududur Rahman Shuvo - Musa Mia - Maksud Alam - Shahidullah Titu - Zahidul Islam Rajon - Isa Mia - Hedayetul Islam Khan - Mahbubullah Chowdhury Shakil | - Song Yi - Meng Lizhi - Hu Huiren - Ren Baode - Yu Yang - Li Yingwen - Yang Guangsen - Na Yubo - Guo Jie - Zhang Xiaohui - Liu Weitang - Lü Peng - Jiang Xishang - Su Rifeng | - Akbar Ali - Arif Ali - Asif Ali - Asghar Ali - Tom Ayres - Harinder Singh Bal - Vincent Cheung - Jasbir Singh Chhina - Alfonso Cordero - Ishtiaq Khan - Jason Man - Christopher Marshall - Shafiq Iqbal Mirza - Swalikh Mohammed - Farooq Saeed - Satpal Singh      | - Devesh Chauhan - Bharat Chettri - Dilip Tirkey - Jugraj Singh - Kamalpreet Singh - Dinesh Nayak - Viren Rasquinha - Vikram Pillay - Ignace Tirkey - Bimal Lakra - Dhanraj Pillay - Deepak Thakur - Prabhjot Singh - Daljit Singh Dhillon - Gagan Ajit Singh - Tejbir Singh |
| Nhật Bản | Malaysia | Pakistan | Hàn Quốc |
| - Toshiaki Fukuda - Kazuo Yoshida - Naoya Iwadate - Takahiko Yamahori - Akira Takahashi - Yasuhiro Nobui - Akihiko Hirata - Mitsuru Ito - Kenichi Katayama - Takiya Kawada - Yasuhiro Kikkawa - Hirofumi Miyoshi - Kazuyuki Ozawa - Atsushi Takehara - Takeshi Tamekuni - Naohiko Tobita                    | - Chairil Anwar Abdul Aziz - Shaiful Azli - Chua Boon Huat - Roslan Jamaluddin - Keevan Raj Kali - Gobinathan Krishnamurthy - Rodzhanizam Mat Radzi - Megat Azrafiq Termizi - Azlan Misron - Mohd Madzli Ikmar - Redzuan Ponirin - Mohd Amin Rahim - Norazlan Rahim - Mohd Fairuz Ramli - Kuhan Shanmuganathan - Kumar Subramaniam | - Muhammad Qasim - Ahmed Alam - Sohail Abbas - Tariq Imran - Zeeshan Ashraf - Muhammad Nadeem - Ghazanfar Ali - Muhammad Saqlain - Waseem Ahmed - Dilawar Hussain - Mudassar Ali Khan - Muhammad Sarwar - Kashif Jawad - Rehan Butt - Muhammad Shabbir - Khalid Salim | - Kang Keon-wook - Shin Seok-kyo - Jeon Jong-ha - Kim Yong-bae - Ji Seung-hwan - Hwang Jong-hyun - Kim Jung-chul - Lim Jong-chun - Kim Kyung-seok - Kim Yoon - Yeo Woon-kon - Kang Seong-jung - Song Seung-tae - Kim Chul - Seo Jong-ho - Lee Nam-yong                       |

## Kết quả
Tất cả các giờ đều là Giờ chuẩn Hàn Quốc (UTC+09:00)

### Vòng sơ loại

#### Nhóm A
| Đội tuyển | ST | T | H | B | BT | BB | HS  | Đ |
| --------- | -- | - | - | - | -- | -- | --- | - |
| Hàn Quốc  | 3  | 2 | 1 | 0 | 19 | 2  | +17 | 7 |
| Ấn Độ     | 3  | 2 | 1 | 0 | 9  | 2  | +7  | 7 |
| Nhật Bản  | 3  | 1 | 0 | 2 | 4  | 10 | −6  | 3 |
| Hồng Kông | 3  | 0 | 0 | 3 | 5  | 23 | −18 | 0 |

| 30 tháng 9 10:00 |

| Ấn Độ | 5–1 | Hồng Kông |
| ----- | --- | --------- |
|       |     |           |

| Sân vận động khúc côn cầu Gangseo, Busan |

| 30 tháng 9 12:30 |

| Nhật Bản | 0–4 | Hàn Quốc |
| -------- | --- | -------- |
|          |     |          |

| Sân vận động khúc côn cầu Gangseo, Busan |

| 2 tháng 10 12:30 |

| Ấn Độ | 3–0 | Nhật Bản |
| ----- | --- | -------- |
|       |     |          |

| Sân vận động khúc côn cầu Gangseo, Busan |

| 2 tháng 10 15:00 |

| Hồng Kông | 1–14 | Hàn Quốc |
| --------- | ---- | -------- |
|           |      |          |

| Sân vận động khúc côn cầu Gangseo, Busan |

| 4 tháng 10 15:00 |

| Hàn Quốc | 1–1 | Ấn Độ |
| -------- | --- | ----- |
|          |     |       |

| Sân vận động khúc côn cầu Gangseo, Busan |

| 6 tháng 10 10:00 |

| Nhật Bản | 4–3 | Hồng Kông |
| -------- | --- | --------- |
|          |     |           |

| Sân vận động khúc côn cầu Gangseo, Busan |

#### Nhóm B
| Đội tuyển  | ST | T | H | B | BT | BB | HS  | Đ |
| ---------- | -- | - | - | - | -- | -- | --- | - |
| Pakistan   | 3  | 3 | 0 | 0 | 23 | 4  | +19 | 9 |
| Malaysia   | 3  | 2 | 0 | 1 | 10 | 9  | +1  | 6 |
| Trung Quốc | 3  | 1 | 0 | 2 | 8  | 13 | −5  | 3 |
| Bangladesh | 3  | 0 | 0 | 3 | 3  | 18 | −15 | 0 |

| 30 tháng 9 15:30 |

| Pakistan | 8–3 | Trung Quốc |
| -------- | --- | ---------- |
|          |     |            |

| Sân vận động khúc côn cầu Gangseo, Busan |

| 2 tháng 10 10:00 |

| Bangladesh | 1–6 | Malaysia |
| ---------- | --- | -------- |
|            |     |          |

| Sân vận động khúc côn cầu Gangseo, Busan |

| 4 tháng 10 10:00 |

| Trung Quốc | 2–3 | Malaysia |
| ---------- | --- | -------- |
|            |     |          |

| Sân vận động khúc côn cầu Gangseo, Busan |

| 4 tháng 10 12:30 |

| Bangladesh | 0–9 | Pakistan |
| ---------- | --- | -------- |
|            |     |          |

| Sân vận động khúc côn cầu Gangseo, Busan |

| 6 tháng 10 12:30 |

| Malaysia | 1–6 | Pakistan |
| -------- | --- | -------- |
|          |     |          |

| Sân vận động khúc côn cầu Gangseo, Busan |

| 6 tháng 10 15:00 |

| Bangladesh | 2–3 | Trung Quốc |
| ---------- | --- | ---------- |
|            |     |            |

| Sân vận động khúc côn cầu Gangseo, Busan |

### Phân loại hạng năm-tám
|  | Sơ loại (5–8) | Sơ loại (5–8) |                     |   | Hạng thứ năm và sáu | Hạng thứ năm và sáu |
|  |               |               |                     |   |                     |                     |
|  | 9 tháng 10    |               |                     |   |                     |                     |
|  |               |               |                     |   |                     |                     |
|  | Nhật Bản      | 6             |                     |   |                     |                     |
|  | Nhật Bản      | 6             | 11 tháng 10         |   |                     |                     |
|  | Bangladesh    | 1             |                     |   |                     |                     |
|  | Bangladesh    | 1             | Nhật Bản            | 2 |                     |                     |
|  | 9 tháng 10    |               | Nhật Bản            | 2 |                     |                     |
|  |               | Trung Quốc    | 3                   |   |                     |                     |
|  | Trung Quốc    | Trung Quốc    | 3                   | 3 |                     |                     |
|  | Trung Quốc    |               |                     | 3 |                     |                     |
|  | Hồng Kông     | 2             |                     |   |                     |                     |
|  | Hồng Kông     | 2             | Hạng thứ bảy và tám |   |                     |                     |
|  |               |               |                     |   |                     |                     |
|  | 11 tháng 10   |               |                     |   |                     |                     |
|  |               |               |                     |   |                     |                     |
|  | Bangladesh    | 3             |                     |   |                     |                     |
|  | Bangladesh    | 3             |                     |   |                     |                     |
|  | Hồng Kông     | 2             |                     |   |                     |                     |

#### Sơ loại (5–8)
| 9 tháng 10 10:00 |

| Nhật Bản | 6–1 | Bangladesh |
| -------- | --- | ---------- |
|          |     |            |

| Sân vận động khúc côn cầu Gangseo, Busan |

| 9 tháng 10 14:00 |

| Trung Quốc | 3–2 | Hồng Kông |
| ---------- | --- | --------- |
|            |     |           |

| Sân vận động khúc côn cầu Gangseo, Busan |

#### Hạng thứ bảy và tám
| 11 tháng 10 9:00 |

| Bangladesh | 3–2 | Hồng Kông |
| ---------- | --- | --------- |
|            |     |           |

| Sân vận động khúc côn cầu Gangseo, Busan |

#### Hạng thứ năm và sáu
| 11 tháng 10 12:30 |

| Nhật Bản | 2–3 | Trung Quốc |
| -------- | --- | ---------- |
|          |     |            |

| Sân vận động khúc côn cầu Gangseo, Busan |

### Vòng tranh huy chương
|  | Bán kết      | Bán kết |                       |   | Tranh huy chương đồng | Tranh huy chương đồng |
|  |              |         |                       |   |                       |                       |
|  | 10 tháng 10  |         |                       |   |                       |                       |
|  |              |         |                       |   |                       |                       |
|  | Hàn Quốc     | 2       |                       |   |                       |                       |
|  | Hàn Quốc     | 2       | 12 tháng 10           |   |                       |                       |
|  | Malaysia     | 0       |                       |   |                       |                       |
|  | Malaysia     | 0       | Hàn Quốc              | 4 |                       |                       |
|  | 10 tháng 10  |         | Hàn Quốc              | 4 |                       |                       |
|  |              | Ấn Độ   | 3                     |   |                       |                       |
|  | Pakistan     | Ấn Độ   | 3                     | 3 |                       |                       |
|  | Pakistan     |         |                       | 3 |                       |                       |
|  | Ấn Độ        | 4       |                       |   |                       |                       |
|  | Ấn Độ        | 4       | Tranh huy chương vàng |   |                       |                       |
|  |              |         |                       |   |                       |                       |
|  | 12 tháng 10  |         |                       |   |                       |                       |
|  |              |         |                       |   |                       |                       |
|  | Malaysia (p) | 1 (4)   |                       |   |                       |                       |
|  | Malaysia (p) | 1 (4)   |                       |   |                       |                       |
|  | Pakistan     | 1 (2)   |                       |   |                       |                       |

#### Bán kết
| 10 tháng 10 11:00 |

| Hàn Quốc | 2–0 | Malaysia |
| -------- | --- | -------- |
|          |     |          |

| Sân vận động khúc côn cầu Gangseo, Busan |

| 10 tháng 10 14:00 |

| Pakistan                          | 3–4    | Ấn Độ                                        |
| --------------------------------- | ------ | -------------------------------------------- |
| Abbas 10', 26' · Sh. Muhammad 63' | Report | Pillay 6', 21' · D. Singh 41' · GA Singh 67' |

| Sân vận động khúc côn cầu Gangseo, Busan Trọng tài: Murray Grime (AUS) |

#### Tranh huy chương đồng
| 12 tháng 10 12:00 |

| Malaysia      | 1–1 (h.p.) | Pakistan |
| ------------- | ---------- | -------- |
|               |            |          |
| Loạt luân lưu |            |          |
|               | 4–2        |          |

| Sân vận động khúc côn cầu Gangseo, Busan |

#### Tranh huy chương vàng
| 12 tháng 10 15:00 |

| Hàn Quốc                                          | 4–3    | Ấn Độ                            |
| ------------------------------------------------- | ------ | -------------------------------- |
| Keon-wook 24' · Woon-kon 30', 68' · Seung-tae 44' | Report | J. Singh 48', 60' · GA Singh 53' |

| Sân vận động khúc côn cầu Gangseo, Busan Trọng tài: Colin Hutchinson (IRE) |

## Bảng xếp hạng cuối cùng
| Thứ hạng | Đội tuyển  | ST | T | H | B |
| -------- | ---------- | -- | - | - | - |
| 1        | Hàn Quốc   | 5  | 4 | 1 | 0 |
| 2        | Ấn Độ      | 5  | 3 | 1 | 1 |
| 3        | Malaysia   | 5  | 2 | 1 | 2 |
| 4        | Pakistan   | 5  | 3 | 1 | 1 |
| 5        | Trung Quốc | 5  | 3 | 0 | 2 |
| 6        | Nhật Bản   | 5  | 2 | 0 | 3 |
| 7        | Bangladesh | 5  | 1 | 0 | 4 |
| 8        | Hồng Kông  | 5  | 0 | 0 | 5 |